# Niittylampi (sjö i Finland)
Niittylampi är en sjö i Finland. Den ligger i kommunen Ranua i landskapet Lappland, i den norra delen av landet, 700 km norr om huvudstaden Helsingfors. Niittylampi ligger 168,8 meter över havet. Arean är 34,4 hektar och strandlinjen är 2,56 kilometer lång. Sjön  ingår i Simo älvs huvudavrinningsområde. 